# Олава (приток Сулы)
Ола́ва (укр. Олава) — правый приток реки Сула, протекающий по Роменскому (Сумская область) и Прилукскому (Черниговская область) районам.

## География
Длина — 40 км. Площадь водосборного бассейна — 167 км². Русло реки в среднем течении (село Крапивинцы) находится на высоте 122,5 м над уровнем моря, в верхнем течении (пруд между Талалаевкой и Великие Бубны) — 170,2 м. Используется для технического водоснабжения.
Река в верхнем течение делает полукруг (в направлении запад—юг-запад—юго-восток), где на 2-3 км участке протекает по административной границе Сумской и Черниговской областей, а также заходит на территорию Прилукского района, затем течёт с северо-запада на юго-восток по Роменскому району. Река берёт начало на западной окраине села Великие Бубны (Роменский район). Впадает в реку Сула северо-западнее села Москалевка (Роменский район).
Долина V-образная, шириной до 2 км и глубиной до 40 м. Русло извилистое, шириной до 5 м. Пойма шириной до 200 м. Река в верхнем течении (от Талалаевки выше по течению) летом пересыхает. На реке в верхнем течении есть несколько прудов. В нижнем течении реки пойма заболоченная с тростниковой и луговой растительностью.

## Притоки
левые правые нет крупных. Впадают балки с постоянными и временными водотоками. У реки есть 19 приток, длиной до 10 км.

## Населённые пункты
Населённые пункты на реке (от истока до устья):
Все в Роменском районе, кроме Талалаевки — Прилукский район.
Великие Бубны, пгт Талалаевка, Матлахово, Королевщина, Чижиково, Гавриловка, Бацманы, Крапивинцы, Ярмолинцы.